# Белнефтехим

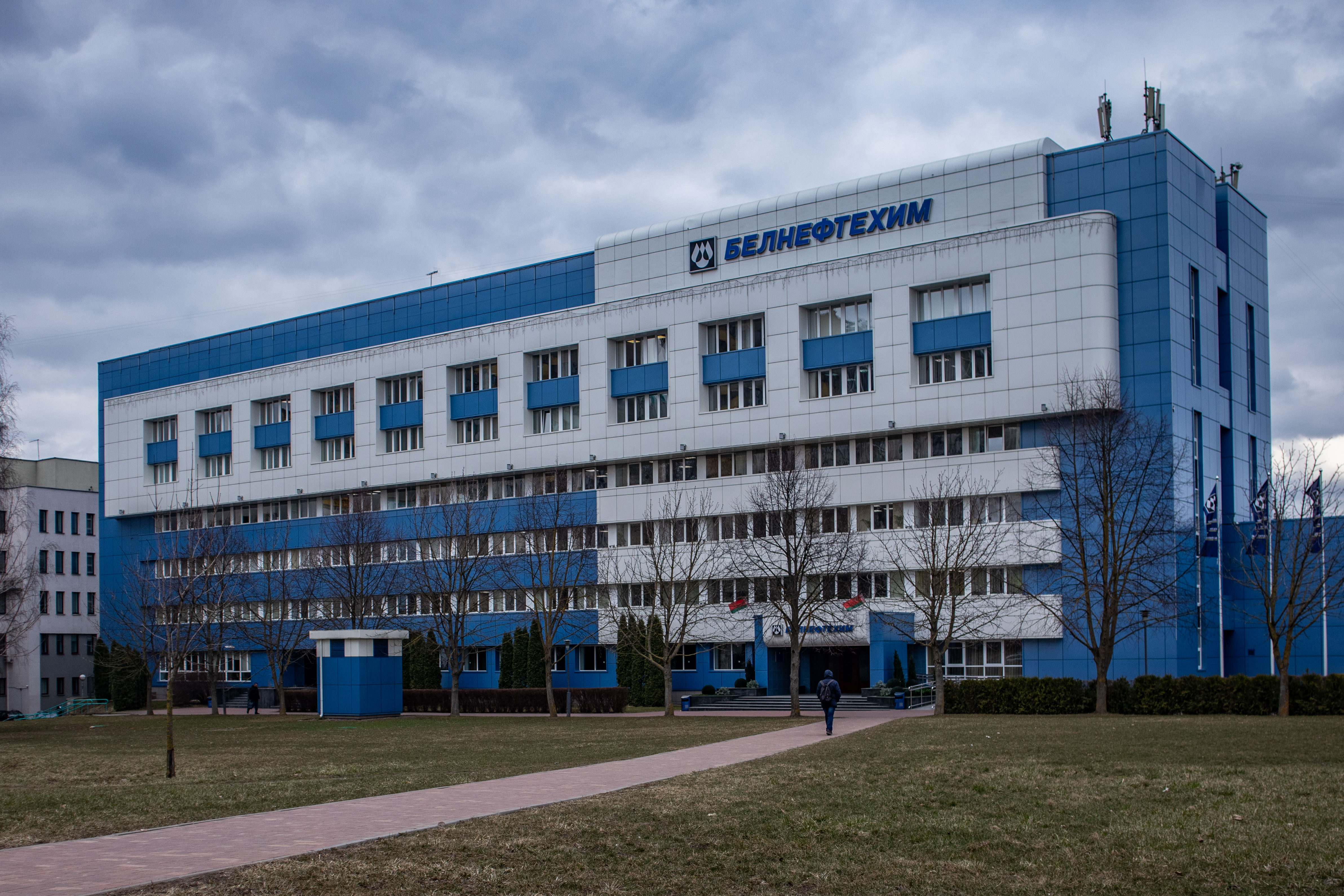
Главный офис Белнефтехима в Минске

Белорусский государственный концерн по нефти и химии, концерн «Белнефтехим» (бел. Беларускі дзяржаўны канцэрн па нафце і хіміі, канцэрн «Белнафтахім») — один из крупнейших промышленных комплексов Республики Беларусь, на его долю приходится свыше 30 % промышленного производства страны.
Концерн создан в апреле 1997 г. и объединяет предприятия и организации по добыче, переработке и транспортировке нефти, нефтепродуктообеспечению, химии и нефтехимии, ряд научных, проектно-конструкторских, строительных, ремонтных и пусконаладочных организаций.
«Белнефтехим» объединяет крупнейшие производства, оказывающие существенное влияние на экономический потенциал страны.

## Структура

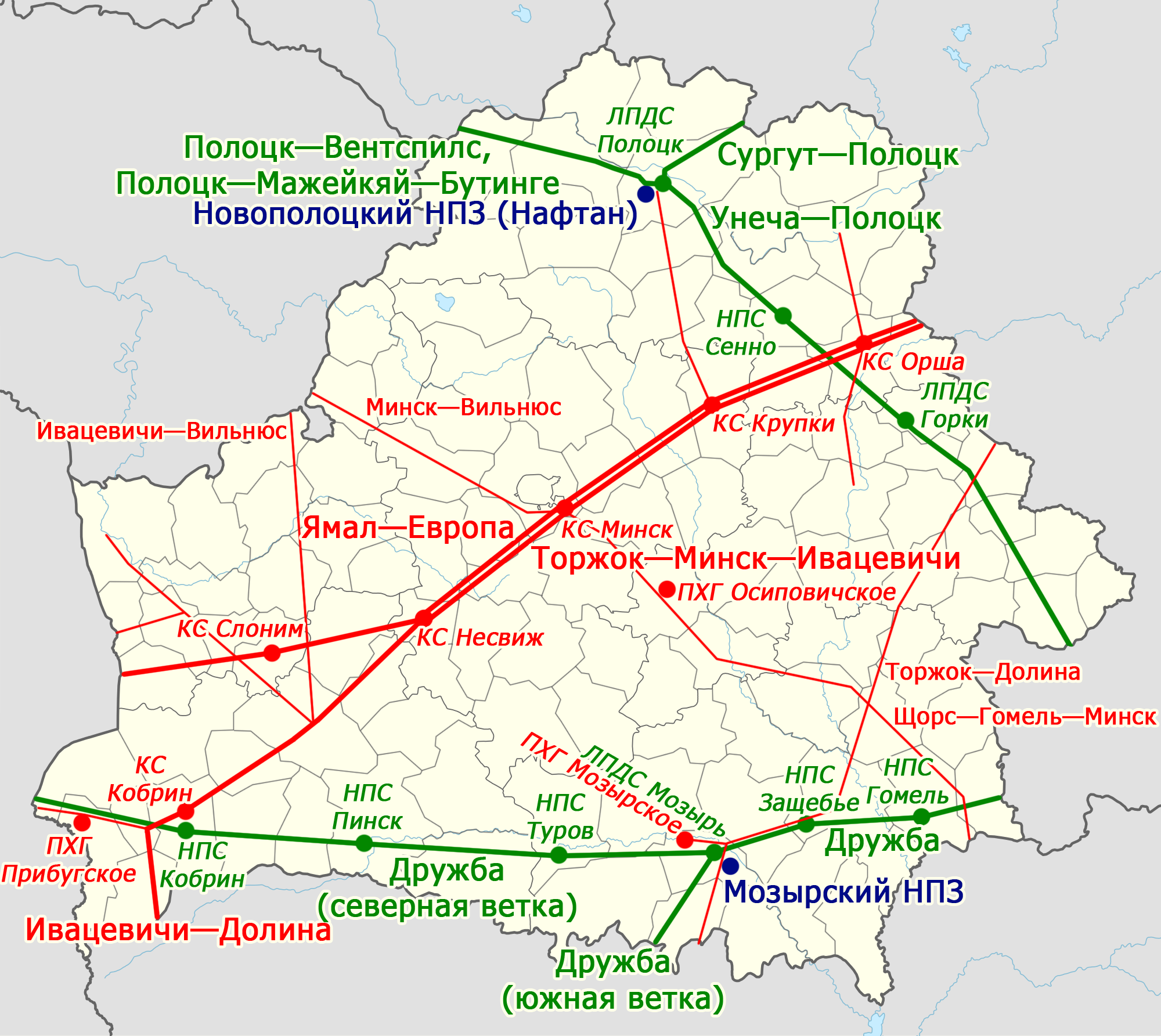
Карта магистральных газопроводов и нефтепроводов. Крупнейшие газопроводы обозначены красным, нефтепроводы — зелёным. Подписаны компрессорные станции (КС), подземные хранилища газа (ПХГ), нефтеперекачивающие станции (НПС), линейные производственно-диспетчерские станции (ЛПДС), а также нефтеперерабатывающие заводы (НПЗ). Нефтепроводы управляются дочерними предприятиями Белнефтехима.

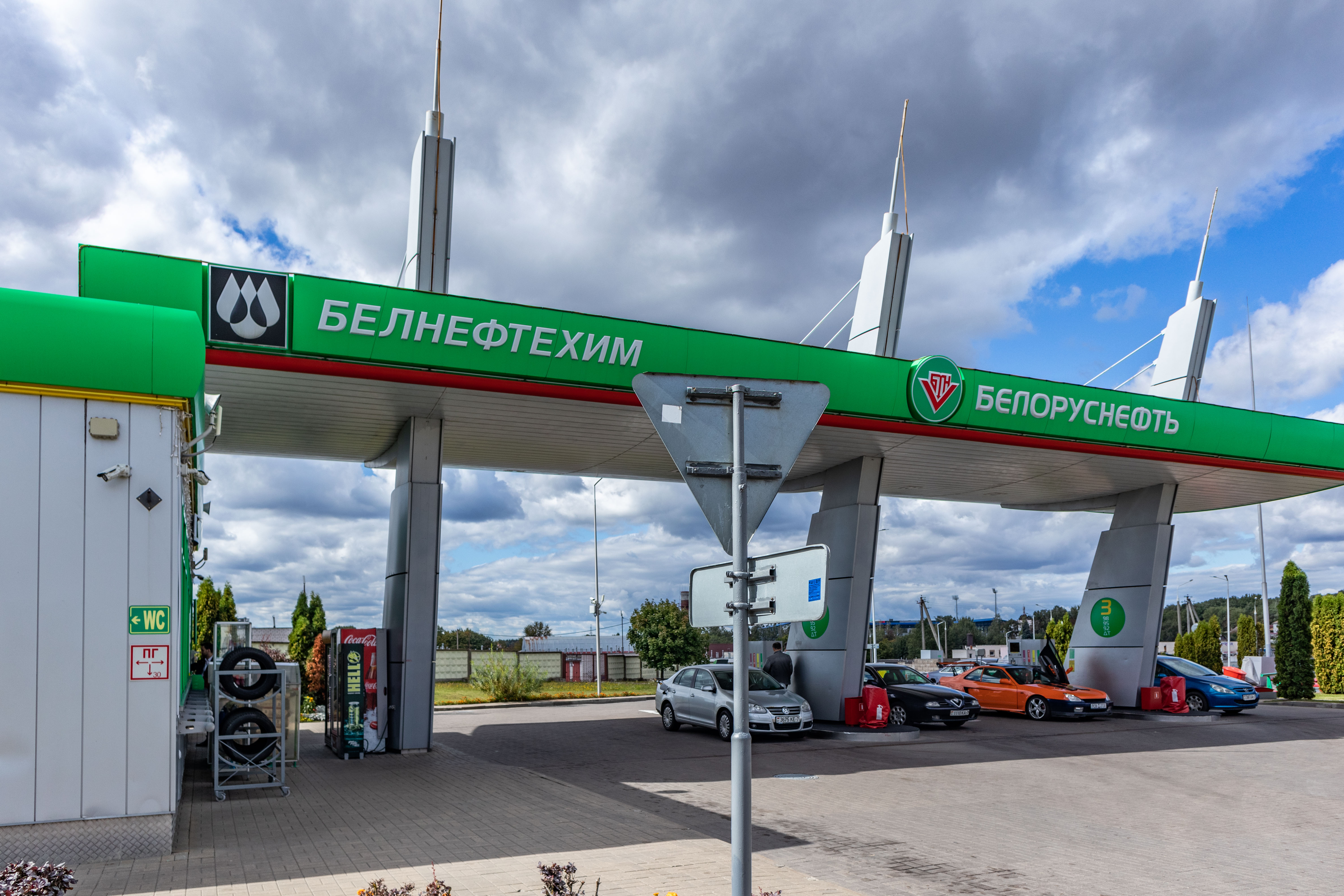
АЗС «Белоруснефть» с эмблемами «Белоруснефти» и «Белнефтехима»

В состав концерна входит более 60 организаций.

### Страхование
- ЗАСО «Белнефтестрах»

### Минеральные удобрения
- ОАО «Гродно Азот» — производство азотных удобрений
- ОАО «Гомельский химический завод»[7][8][9] — производство фосфорных удобрений

### Нефть и продукты её переработки
- РУП «Производственное объединение „Белоруснефть“» — нефтедобыча, сбыт нефтепродуктов на внутреннем рынке
- ОАО «Нафтан» — нефтепереработка
- ОАО «Мозырский нефтеперерабатывающий завод» — нефтепереработка
- ОАО «Завод горного воска»

### Трубопроводный транспорт
- ОАО «Полоцктранснефть Дружба»
- ОАО «Гомельтранснефть Дружба» (решением внеочередного общего собрания акционеров 29 декабря 2018 года к предприятияю присоединяется ОАО «Полоцктранснефть Дружба»[10]).

### Шины и их ремонт
- ОАО «Белшина»
- ОАО «Шиноремонт»

### Химические волокна и нити
- ОАО «Могилёвхимволокно»[11][12]
- ОАО «Гродно Азот»
- ОАО «СветлогорскХимволокно»[13]
- «Полимир» (Новополоцк) – филиал ОАО «Нафтан»
- ОАО «Могилёвский завод искусственного волокна» (предприятие упразднено)

### Синтетические смолы и пластмассы, изделия из них
- ОАО «Нафтан»
- ОАО «Гродно Азот»
- ОАО «Лакокраска»

### Стекловолокно и стеклопластики
- ОАО «Полоцк-Стекловолокно»

### Лакокрасочная продукция
- ОАО «Лакокраска»

### Автоцистерны
- ОАО «Гродненский механический завод»

### Продукты разделения воздуха
- ОАО «Гродно Азот»
- ОАО «Крион»

### Текстильные изделия
- ОАО «Речицкий текстиль»

### Научно-исследовательские и проектно-конструкторские работы
- Государственное предприятие «Институт нефти и химии» ( расформирован)
- ОАО «Гродненский научно-исследовательский и проектный институт азотной промышленности и продуктов органического синтеза»

### Строительство
- ОАО «Химремонт»
- ОАО «Промжилстрой»
- ОАО «Специализированное ремонтно-строительное управление № 3, г. Новополоцк»
- ОАО «Ремспецстрой»
- ОАО «Новополоцкое ремонтно-монтажное строительное управление» (решением Новополоцкого городского исполнительного комитета от 30.06.2015 прекращена деятельность ОАО "НРСМУ"в связи с реорганизацией ОАО «СРСУ-3 г. Новополоцк» в форме присоединения ОАО «НРСМУ»)
- ОАО «Ремонтно-строительно-монтажное управление, г. Полоцк» (деятельность организации прекращена)
- ОАО "Трест «Шахтоспецстрой»
- ОАО «Белхимэнерго»

Продукция организаций, входящих в состав концерна, экспортируется более чем в 90 стран мира. На внешнем рынке реализуется свыше 70 % продукции, производимой нефтехимическим комплексом.
В январе 2019 года предприятия концерна ввели в эксплуатацию первый белорусский магистральный нефтепродуктопровод «Новополоцк — Фаниполь» общей протяженностью 292 км. Цена проекта составила 35 млн долларов.

## Санкции
В 2007 году концерн «Белнефтехим» был внесён в санкционный список специально обозначенных граждан и заблокированных лиц США, но в 2015—2021 годах санкции против концерна были приостановлены.
Дочерняя компания «Белнефтехима» «BNK Ltd.» в июне 2021 года была внесена в санкционный список Великобритании, поскольку существовало аргументированное подозрение, что компания контролируется Александром Лукашенко, который несёт ответственность за серьёзные нарушения прав человека в Беларуси.
9 августа 2021 года генеральный директор «Белнефтехима» Андрей Рыбаков был включён в список специально обозначенных граждан и заблокированных лиц США.
В марте 2022 года «Белнефтехим» попал в санкционный список Канады «соратников режима Лукашенко» за «содействие вторжению президента Путина в свободную и суверенную страну».
19 октября 2022 года санкции ввела Украина.
В августе 2023 года концерн попал под санкции Европейского союза. В том же месяце к этим санкциям присоединились Швейцария, Северная Македония, Черногория, Албания, Украина, Босния и Герцеговина, Исландия, Лихтенштейн и Норвегия.